# Drugi Keplerov zakon
Drugi Keplerov zakon glasi:
| Radijvektor (provodnica) Sunce-planet opisuje u jednakim vremenskim razmacima jednake površine. |

Na prikazanoj slici {\displaystyle dv} je priraštaj kuta {\displaystyle v} koji odgovara kratkom intervalu {\displaystyle dt}. Za to vrijeme radijvektor prebriše površinu:
({\displaystyle v} u radijanima), jer, s obzirom na to da je priraštaj {\displaystyle dv} vrlo malen, može se površina isječka elipse smatrati površinom isječka kruga s polumjerom {\displaystyle r}. Tako proizlazi:
{\displaystyle {\frac {dp}{dt}}} naziva se  površinskom brzinom. Prema drugom Keplerovu zakonu ta je brzina konstantna:
i to je matematički izraz drugoga Keplerova zakona.

## Astronomska zima kraća od ljeta
Johannes Kepler je uočio zanimljivu činjenicu da se planet giba sve polaganije kad dužina provodnice (radijvektor) raste, a gibanje mu biva brže kad se provodnica smanjuje. To znači da planet u blizini perihela (bliže Suncu) prevali veći put nego u blizini afela (dalje od Sunca). Kada je Kepler izračunao dužinu provodnice u jednom i drugom slučaju, a zatim veličine trokuta koje opisuju te iste provodnice, dobio je isti broj. I ne samo u tim krajnjim slučajevima, nego na svakom mjestu. Na osnovi Drugog Keplerovog zakona možemo razumjeti činjenicu, koju je već Hiparh otkrio oko 1750 godina prije Keplera, da je zima kraća od ljeta, ili točnije, da:
- zima …….. traje 89 d 00 h,
- proljeće …. traje 92 d 20 h,
- ljeto……… traje 93 d 15 h,
- jesen …….. traje 89 d 19 h,

 
Drugim riječima, proljeće i ljeto zajedno traju 186 dana 11 sati, a jesen i zima 178 dana 19 sati (za 7 dana 15 sati manje od proljeća i ljeta). Zemlja prolazi kroz svoj perihel u prvim danima mjeseca siječnja (oko 4. siječnja). Onda je ona najbliže Suncu pa se giba najbrže. Kroz afel prolazi početkom srpnja (oko 4. srpnja) i giba se najpolaganije. Njezina je provodnica u jeseni i zimi kraća nego srednja udaljenost od Sunca, u proljeću i ljetu je duža. Samo početkom travnja i listopada ona je jednaka srednjoj udaljenosti. Tako vidimo, da je Zemlja u jednom danu u ljeti prešla manji put nego u jednom danu u zimi, i zato mora u proljeću i ljeti duže vrijeme putovati, da prijeđe isti put kao u jeseni i zimi.

## Očuvanje momenta količine gibanja
Drugi Keplerov zakon predstavlja pravilo o vladanju brzine planeta. Jer ako provodnica (radijvektor), koja spaja Sunce s planetom, u jednakim vremenskim razmacima prelazi jednake površine, može to činiti samo tako da se planet na većim udaljenostima giba sporije nego na manjim. Zbog toga i godišnja doba ne traju jednako. Na sjevernoj polutki, Zemlja je bliža u jesen i zimi, a dalja u proljeće i ljeto. Zima je kod nas 4 dana dulja od ljeta. Na južnoj polutki je razlika u trajanju godišnjih doba upravo obratna. 
Fizička veličina koju zadaje drugi Keplerov zakon je površinska brzina (omjer površine koju prijeđe provodnica (radijus-vektor) u nekom vremenskom razdoblju dt. Kako je drugim Keplerovim zakonom ustanovljeno da je površinska brzina konstanta, to se može izraziti:
{\displaystyle r\times v_{n}=konstanta}
gdje je: vn - komponenta brzine normalna (okomita) na provodnicu ili radijus-vektor r. 
To je pravilo po kojemu se mijenja brzina planeta: normalna komponenta brzine i udaljenost Sunčevog satelita muđusobno su obrnuto razmjerni. To pravilo ima u stvari još jedan, dublji fizikalni smisao. Pomnožimo li obje strane matematičkog izraza masom planeta m, umnožak mase i konstante na desnoj strani ostat će konstantom, jer je masa konstanta za dani planet, a na lijevoj strani će umnožak:
{\displaystyle m\times r\times v_{n}=konstanta}
Taj umnožak predočuje važnu fizikalnu veličinu, moment količine gibanja (odnosno kutnu količinu gibanja) oko žarišta elipse u kojemu je Sunce. Prema tome, drugi Keplerov zakon tvrdi da je u sustavu Sunce - planet očuvan moment količine gibanja. To očuvanje jedno je od osnovnih zakona fizike, a odnosi se na fizičke sustave koji su izolirani (odvojeni od okoline). Zakon vrijedi za sve sustave u kojima se tijela gibaju oko neke osi, oko vlastite ili neke vanjske osi.

## Poveznice
- Johannes Kepler
- Keplerovi zakoni
- Prvi Keplerov zakon
- Treći Keplerov zakon